# Henry David Thoreau
Henry David Thoreau, nato David Henry Thoreau (Concord, 12 luglio 1817 – Concord, 6 maggio 1862), è stato un filosofo, scrittore e poeta statunitense precursore dell'ambientalismo e della nonviolenza.

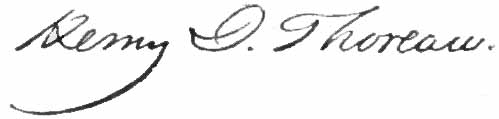
Firma di Thoreau

Fu stretto amico di alcuni fra i membri principali della corrente del trascendentalismo di cui però non farà mai parte ufficiale. Fu influenzato in particolare da Ralph Waldo Emerson da cui successivamente si allontana per elaborare un suo proprio pensiero che si discosta dai trascendentalisti negando ogni idealità al di fuori dell'immanenza. La natura è per Thoreau non un semplice strumento per il raggiungimento di conoscenze ideali di ordine superiore, bensì oggetto ultimo della pratica filosofica, fonte di benessere e soluzione esistenziale. 
È principalmente noto per lo scritto autobiografico Walden ovvero Vita nei boschi, una riflessione sul rapporto dell'uomo con la natura, e per il celebre saggio Disobbedienza civile in cui sostiene che è ammissibile non rispettare le leggi quando esse vanno contro la coscienza e i diritti dell'uomo, ispirando in tal modo i primi movimenti di protesta e resistenza non violenta. Fu anche uno strenuo oppositore dello schiavismo, impegnandosi in prima persona ad aiutare gli schiavi fuggiaschi a raggiungere il Canada.
Il filosofo Stanley Cavell lo considera, insieme a Ralph Waldo Emerson, una delle «menti filosofiche più sottovalutate che l'America abbia prodotto».

## Biografia
Il padre di Thoreau, John Thoreau, era un piccolo fabbricante di matite, la madre, Cynthia Dunbar, una gentildonna che prendeva pensionanti. Aveva due sorelle, Helen (1812-1849), insegnante e abolizionista, e Sophia (1819-1876), editrice, entrambe morte di tubercolosi, e un fratello, John Jr. (1814-1842), morto di tetano  a causa di un taglio mentre si stava radendo. 
Si laureò all'Università di Harvard nel 1837. Intrattenne una profonda amicizia con Ralph Waldo Emerson e con altri pensatori trascendentalisti. Vicino a tale concezione, il suo riformismo partiva dall'individuo, prima che dalla collettività, e difendeva uno stile di vita in profondo contatto con la natura. Oltre che da Emerson, fu influenzato dalla lettura di Jean-Jacques Rousseau.
La morte del fratello John, avvenuta nel 1842, fu per lui un grande dolore. La scrittura del libro-diario Una settimana sui fiumi Concord e Merrimack (1839–1849) lo aiutò nel suo tentativo di superare la perdita del fratello e di tenerne viva la memoria. Forte il credo nel principio della reincarnazione, il quale percorre tutta l'opera attraverso puntuali digressioni sulle filosofie orientali e l'interessante uso simbolico del fiume come elemento di rinascita e continuità, presente sia nelle filosofie Orientali che Occidentali. In particolare fu, come Emerson, un ammiratore del testo induista della Bhagavadgītā, nonché dei Veda.
Nel 1845, per sperimentare una vita semplice e come forma di protesta contro il sistema (volontà di svincolarsi dagli obblighi e dalle costrizioni della società, di non lasciarsi contaminare dalle scorie che il lavoro inevitabilmente produce), si stabilì in una piccola capanna da lui stesso costruita presso il lago di Walden (Walden Pond), nei pressi di Concord (Massachusetts). Qui poté dedicarsi a tempo pieno alla scrittura e all'osservazione della natura. Dopo due anni, nel 1847, lasciò il lago di Walden per vivere col suo amico e mentore Ralph Waldo Emerson e la sua famiglia a Concord.
Nel 1846 Thoreau rifiutò di pagare la tassa (poll-tax) che il governo imponeva per finanziare la guerra schiavista al Messico, da lui giudicata moralmente ingiusta e contraria ai principi di libertà, dignità e uguaglianza degli Stati Uniti. Per questo fu incarcerato per una notte e liberato il giorno successivo quando, tra le sue vibrate proteste, sua zia pagò la tassa per lui. 
(Tratto da Disobbedienza civile)

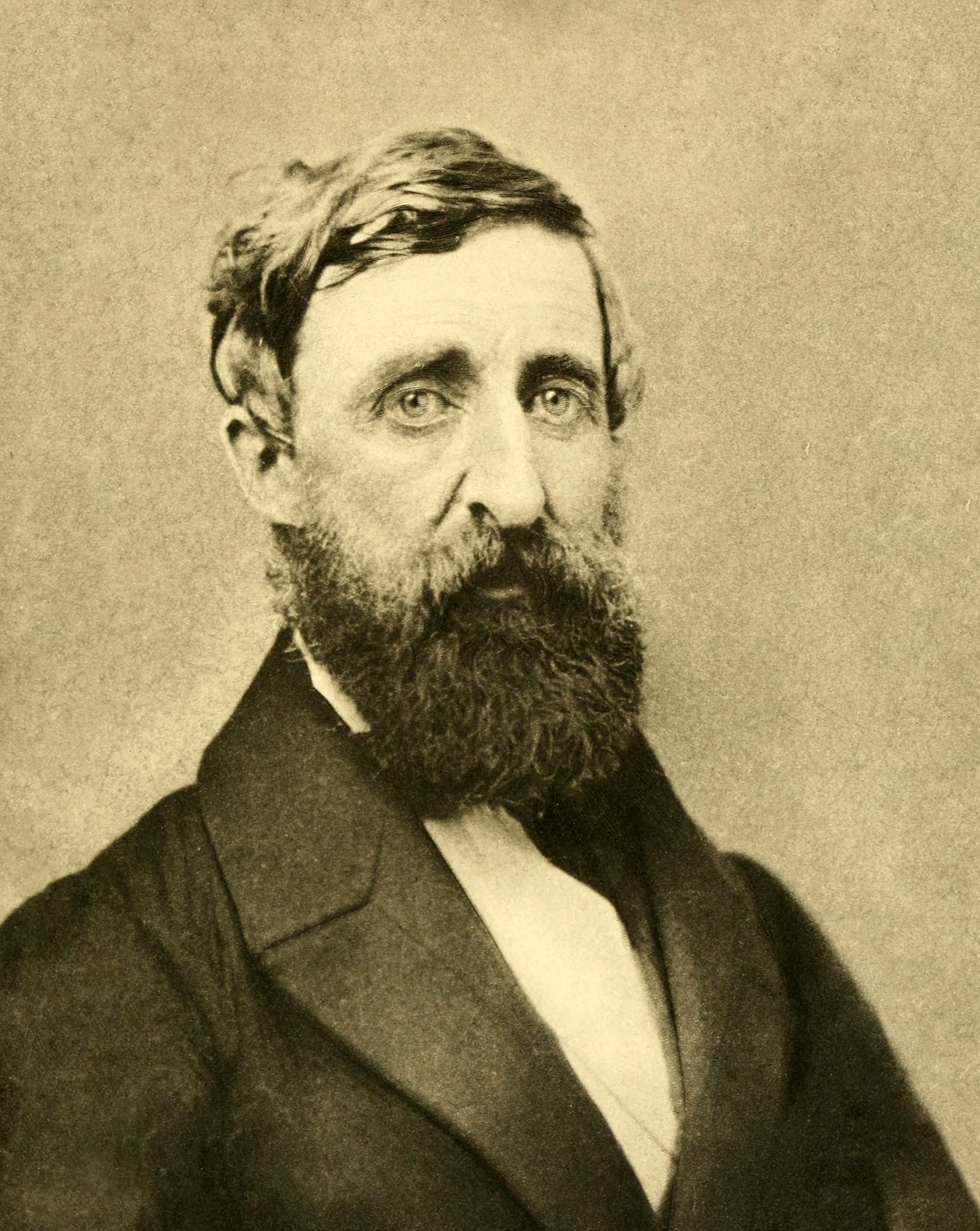
Thoreau nel 1861

Nel 1849 scrisse il saggio Disobbedienza civile. Nel 1854 pubblicò Walden, ovvero La vita nei boschi, nel quale descriveva la sua esperienza di vita sul lago Walden. Alla vigilia della guerra di secessione americana (1861-1865) si schierò con Emerson e Victor Hugo a favore della grazia per John Brown (1859), capitano e attivista abolizionista che aveva promosso una sanguinosa rivolta poiché scontento del pacifismo del movimento. Nonostante ciò, Thoreau intervenne in suo favore col pamphlet A plea for Captain John Brown. Nel 1861 Abraham Lincoln fece abolire la schiavitù, ma gli stati del sud dichiararono la secessione e iniziò la guerra civile di cui Thoreau non avrebbe visto la fine.
Morì poco dopo di tubercolosi o di bronchite nel 1862 a Concord, la sua città natale.

## Vita personale
Thoreau non si sposò mai e non ebbe figli, e non ci sono prove che suggeriscano che abbia avuto relazioni fisiche con qualcuno; egli si sforzò di dipingere se stesso come un ascetico puritano, elogiando la castità. Tuttavia, come il suo contemporaneo Walt Whitman, la sua sessualità è stata a lungo oggetto di illazioni, già da parte dei suoi contemporanei; i critici lo hanno ipotizzato eterosessuale, omosessuale o asessuale. Thoreau fu fortemente influenzato dai riformatori morali del suo tempo, e ciò potrebbe avergli instillato ansia e senso di colpa per il desiderio sessuale. Uno studioso ritiene che, nella sua opera, "le esperienze emotive con le donne siano poste sotto un camuffamento di pronomi maschili", ma altri non sono d'accordo. Alcuni critici hanno fatto notare che i suoi scritti sono costellati di sentimenti omoerotici: nel Walden, per esempio, il lungo peana dedicato al taglialegna franco-canadese Alek Therien, con le sue allusioni ad Achille e Patroclo, evidenzierebbe un'espressione di desiderio conflittuale.

## Le opere

### Walden ovvero Vita nei boschi
Walden ovvero Vita nei boschi è il resoconto dell'avventura dell'autore, che dedicò oltre due anni della propria vita, per l'esattezza dal 4 luglio 1845 al 6 settembre 1847, a cercare un rapporto intimo con la natura e insieme a ritrovare se stesso in una società che non rappresentava ai suoi occhi i veri valori da seguire, ma solo l'utile mercantile. L'opera è stata analizzata in prospettiva filosofica da Cavell in The Senses of Walden, dove emerge come un autentico classico della filosofia americana e mondiale.
Il suo fu un esperimento avente per obiettivo quello di cercare la conciliazione tra artista e il mondo naturale grazie all'ottimismo scaturito dal considerare l'uomo come artefice del proprio destino e come essere dipendente da sensazioni ed emozioni. Il libro fu scritto quasi interamente durante il soggiorno di Thoreau in una capanna, costruita in gran parte da solo, sulle sponde del lago Walden che si trova vicino alla cittadina di Concord in Massachusetts. Durante il suo soggiorno Thoreau descrisse la sua vita, soprattutto negli ambiti naturalistici, soffermandosi su una descrizione dettagliata del lago e della zona in cui soggiornava, caratterizzata dalla presenza di numerosi laghi di media e piccola dimensione.
Walden fu per Thoreau il libro di maggior successo, il cui testo fu riscritto ben sette volte prima della pubblicazione avvenuta nel 1854. La sua fu una prova di sopravvivenza ed insieme una testimonianza all'umanità: l'uomo riesce a vivere anche in condizioni di povertà materiale e anzi da queste può trarre una maggior felicità nel saper apprezzare maggiormente le piccole cose. Cavell ha inoltre rilevato somiglianze notevoli fra la riflessione sull'essere e l'abitare di Thoreau e quella di Martin Heidegger.

### Disobbedienza civile
Scritto nel 1849, il saggio Disobbedienza civile contiene il pensiero di Thoreau in merito agli ideali proclamati nel 1776 nella dichiarazione d'indipendenza degli Stati Uniti d'America e la sua decisa opposizione alla guerra messico-statunitense. Egli riteneva che il conflitto fosse ingiusto e ben sapeva che non poteva svolgersi se non col consenso e col contributo economico dei cittadini. Quindi decise di violare apertamente la legge e di non pagare le tasse, accettando la reclusione in carcere che questo gesto comportava. Nel saggio Thoreau si impegnava a negare il principio del potere assoluto della maggioranza, sostenendo l'esistenza di limiti che neppure la volontà popolare può oltrepassare e che consistono nei diritti fondamentali dell'uomo, in particolare delle minoranze: per questo Thoreau è considerato uno dei padri del concetto giuridico di limite, alla base del costituzionalismo novecentesco. L'opera fu letta anche da Tolstoj, Gandhi e Martin Luther King per i quali fu fonte di ispirazione per la lotta nonviolenta.

### Elenco delle opere (incompleto)
- Una settimana sui fiumi Concord e Merrimack (titolo originale: A Week on the Concord and Merrimack Rivers), 1849
- Disobbedienza civile (titolo originale: Civil Disobedience), o Resistenza al governo Civile (Resistance to Civil Government), 1849
- Walden ovvero Vita nei boschi (titolo originale: Walden; or, Life in the Woods), o semplicemente Walden, 1854
- Apologia per John Brown (titolo originale: A Plea for Captain John Brown), 1859

#### Di pubblicazione postuma (incompleto)
- Camminare (titolo originale: Walking, or the Wild), 1863
- Le escursioni (titolo originale: Excursions), 1863
- Vita senza principi (titolo originale: Life Without Principle), 1863
- I boschi del Maine (titolo originale: The Maine Woods), 1864
- Cape Cod, un luogo dell'anima americana (titolo originale: Cape Cod), 1865
- Un americano in Canada. Scritti antischiavisti e riformatori (titolo originale: A Yankee in Canada: with Anti-Slavery and Reform Papers), 1866

## Traduzioni scelte
- Io cammino da solo. Journal 1837-1861 a cura di Mauro Maraschi, Piano B, 2020
- Walden, ovvero Vita nei boschi (con testo inglese a fronte), a cura di Franco Venturi, La Vita Felice, 2016.
- Walden, ovvero Vita nei boschi, trad. di Luca Lamberti, Einaudi, 2015.
- Walden, a cura di Piero Sanavio, BUR, (più volte ristampato, ultima ristampa) 2013.
- Walden e La disobbedienza civile, trad. di Alessandro Cogolo, Mondadori, 2012.
- La semplice verità. I diari inediti, a cura di Stefano Paolucci, Piano B, 2012.
- Una passeggiata d'inverno, a cura di Cesare Cata, Il Melangolo, Genova 2012
- Cape Cod. Un luogo dell'anima americana, trad. di Riccardo Duranti, Donzelli, 2011.
- Se tremi sull'orlo. Lettere a un cercatore di sé, a cura di Stefano Paolucci, Donzelli, 2010.
- I boschi del Maine. Ktaadn (con testo inglese a fronte), trad. di Kevin Pendergast e Angela Raguso, La Vita Felice, 2011.
- La Disobbedienza civile (con Apologia per John Brown), a cura di Piero Sanavio, RCS, 2010.
- L'agire del mondo. Ragionando di scienza, natura, esperienza umana, trad. di Salvatore Proietti, Donzelli, 2008.
- Walden, trad. di Salvatore Proietti, Donzelli, 2005.
- Le foreste del Maine. Chesuncook, trad. di Maria Antonietta Prina, SE, 1999.
- Vita senza princìpi (con testo inglese a fronte), a cura di Giangiacomo Gerevini, La Vita Felice, 1996.
- Vita di uno scrittore (I Diari), a cura di Biancamaria Tedeschini Lalli, Neri Pozza, 1963.
- Opere Scelte (contiene: Storia naturale del Massachusetts; Le mele selvatiche; Una settimana sui fiumi Concord e Merrimack (parziale); Walden ovvero la vita nei boschi; Capo Cod; Saggi politici), a cura di Piero Sanavio, Neri Pozza, 1958.